# Krištof Fašank
Krištof Fašank (tudi Faschang), rimskokatoliški duhovnik in pridigar, * začetek 16. stoletja (?), † 11. september 1580, Ljubljana. 
Krištof Fašank izhaja iz kranjsko-koroške družine, ki je v 16. stoletju sodelovala v protestantskem gibanju med Slovenci. Sredi 16. stoletja je prišel za rimskokatoliškega duhovnika na Bled. Blejsko gospostvo je takrat imel v zakupu Herbard VIII. Turjaški. Okoli leta 1562 je na Bledu začel uvajati protestantsko obredje. Leta 1572 je služboval v Zasipu, 1573 ponovno na Bledu, ter moral še istega leta zapustiti blejsko župnijo. V službi stanov je pridigal še naprej, nazadnje na Nadlišku in Ljubljani, kjer je 11. septembra 1580 umrl.